# أطلس (أغنية كولدبلاي)
أطلس (بالإنجليزية: Atlas)‏؛ هي أغنية لفرقة الروك البديل الإنجليزية كولدبلاي، صدرت في 6 سبتمبر 2013، وكانت ضمن مجموعة أغاني ألبوم مباريات الجوع: ألسنة اللهب - الموسيقى التصويرية الأصلية.